# Gheorghe Cliveti
Gheorghe Cliveti (n. 23 aprilie 1952, Darabani, România) este un istoric, membru corespondent al Academiei Române (din 2 februarie 2022).
Parcurge studiile superioare în cadrul Universității "Alexandru Ioan Cuza" din Iași, unde, în 1985, devine doctor în științe istorice. Începând cu anul 1980, în cadrul Facultății de istorie a Universității Alexandru Ioan Cuza, urcă treptele didactice, fiind asistent (1980), lector (1992), conferențiar (1994), profesor (1997), conducător de doctorat (2000).[1] Din 2010 este director al Institutului de istorie A. D. Xenopol al filialei Academiei Române din Iași, după ce între 2008 și 2009, ocupă funcția de director adjunct. Este membru în Consiliul Național de Atestare a Titlurilor, Diplomelor și Certificatelor Universitare (2006-2011) și expert evaluator al Consiliului național al Cercetării Științifice din Învățământul Superior (2005-2015).
             Gheorghe Cliveti este autorul a numeroase lucrări, studii și articole referitoare la istoria modernă a românilor și a Europei, istoria relațiilor internaționale, istoria politică și socială, dintre care amintim România și Puterile Garante (1856–1878) (1988, ed. II, 2020); Izvoarele istoriei relațiilor internaționale. Epoca modernă (1993); Liberalismul românesc. Eseu istoriografic (1996); România și crizele internaționale. 1853–1913 (1997); Istoria Partidului Național Liberal (2000, în colab.); Concertul european. Un experiment din relațiile internaționale din secolul XIX (2006); Prolegomene la studiul relațiilor internaționale. Epoca modernă (2009); Europa franceză și cauza română. 1789–1871 (2010); România și „alianțele germane” (1879–1914) (2015); România și Puterile Garante (1856–1878) (ed. II, 2020); România modernă și „apogeul Europei”, 1815–1914 (2018);  La révolution de 1821 et la restauration du règnes autochtones dans les Principauté Roumaines (2020) ș.a.
                Este laureat al Premiului „Nicolae Bălcescu" al Academiei Române (1988). A fost distins cu Medalia „Dimitrie Cantemir” a Academiei de Științe a Moldovei (2017). Obține Diploma de Recunoștință din partea Academiei de Științe a Moldovei (2017) și Diploma de Merit din partea Institutului de Istorie al Academiei de Științe a Moldovei (2017). Este membru de onoare al Institutului de Istorie „George Barițiu” din Cluj-Napoca, începând cu anul 2020 și Professor emeritus al Universității „Alexandru Ioan Cuza” din Iași.